# Sarangapani Raman
 (septembre 2011).
Si vous disposez d'ouvrages ou d'articles de référence ou si vous connaissez des sites web de qualité traitant du thème abordé ici, merci de compléter l'article en donnant les références utiles à sa vérifiabilité et en les liant à la section « Notes et références ».
Sarangapani Raman, né en 1920 à Bangalore, est un footballeur indien, qui jouait à Mysore.

## Biographie
Il fait partie des joueurs sélectionnés pour les JO de 1948. Il s'agit de la première compétition de l'Inde nouvellement indépendante. 
Il joue le tout premier match de la sélection indienne, contre la France. Il inscrit le premier but de la sélection à la 70e minute. Malgré cela, l'Inde est éliminée au premier tour. 